# Centropogon latifrons
Centropogon latifrons is een  straalvinnige vissensoort uit de familie van napoleonvissen (Tetrarogidae). De wetenschappelijke naam van de soort is voor het eerst geldig gepubliceerd in 1962 door Mees.
De soort staat op de Rode Lijst van de IUCN als Onzeker, beoordelingsjaar 2009.